# Acartia simplex
Acartia simplex is een eenoogkreeftjessoort uit de familie van de Acartiidae. De wetenschappelijke naam van de soort is voor het eerst geldig gepubliceerd in 1905 door Sars G.O..